# Velká Jesenice
Velká Jesenice é uma comuna checa localizada na região de Hradec Králové, distrito de Náchod‎.